# ココア共和国
『ココア共和国』（ココアきょうわこく）は、宮城県仙台市に拠点を置く一般財団法人あきは詩書工房が発行する、現代詩の月刊雑誌である。

## 歴史と特徴
前身の秋亜綺羅の個人季刊誌『季刊ココア共和国』を経て、2020年4月1日に『4月創刊号』を発行。
詩人やライターが執筆した詩作品やエッセイなどが掲載されている。
『招待詩』『招待エッセイ』では編集部が依頼した詩人が執筆した詩やエッセイが掲載されている。
かつて各3賞(後述)を受賞した詩人は無条件に招待詩に掲載されるシステムであったが、現在はそれがなくなり、別枠で『長編詩』または『小詩集』を毎月ひとりずつ掲載していくシステムとなっている。
また、『詩の投稿』を受け付けており、ホームページの投稿フォームより、毎月『投稿詩』『4コマ詩』各1作品を投稿できる。投稿は毎月末日に締め切られ、翌々月の本誌に掲載される(目次は翌月末公開)。「詩の新たな抒情や、理論と方法論の実験に満ちた、新鋭の詩人を発掘することを目的」として、3つの賞を設け、詩誌に年間2作以上投稿した詩人(プロを除く)を対象に毎年選考を行っている(後述)。
くわえて、編集部および各賞審査員が気に入った投稿詩は毎月本誌に掲載される。『紙の本』(¥770)には傑作集Ⅰ,Ⅱ,Ⅲおよび『4コマ詩』が掲載され、『電子本』(¥275)には傑作集に加え佳作集Ⅰ,Ⅱ,Ⅲも掲載されている。各3賞を受賞した詩人も投稿できるという特徴がある。傑作集の終わりには秋亜綺羅による『投稿詩からの想い』が掲載されており、総評と、若干数の投稿作品への評が記されている。
2025年4月号より、『招待エッセイ』とは別枠で、各月号の執筆者が翌月号の執筆者とタイトルを指定する形で進行する『リレーエッセイ』という企画が連載されている。
また、電子版でのみ秋亜綺羅と佐々木貴子のエッセイが掲載されている。

## いがらしみきお賞
出典:

### 概要
審査員によってのみ選考が行われる。編集部は一切関与せず、締切は12月31日(他の各賞も同様)。毎年1名が選出される。第4回までの募集要項にはクマガイコウキも審査員として名前を連ねていたが、2023年に逝去し、審査員はいがらしみきおの1人となった。

### 選考委員
- いがらしみきお

賞金
- 20万円

### 受賞者一覧
- 第1回　2020年　能美政通
- 第2回　2021年　伊藤テル
- 第3回　2022年　腹巻さしみ
- 第4回　2023年　まちだちづる
- 第5回　2024年　きむさん

## 秋吉久美子賞
出典:

### 概要
毎年1名が選出される。いがらしみきお賞と同様の形態の賞。

### 選考委員
- 秋吉久美子
- 齋藤貢

賞金
- 20万円

### 受賞者一覧
- 第1回　2020年　八城裕貴
- 第2回　2021年　森崎　葵
- 第3回　2022年　滝本政博
- 第4回　2023年　木崎善夫
- 第5回　2024年　渋谷縷々子

## YS賞
出典:

### 概要
YSとは、詩誌『詩想』を主宰していた仙台出身の詩人・佐藤幸雄（1948年-2008年）のイニシャルである。かつて宮城県詩人会が第５回までは主催、その後中断していたものをあきは詩書工房が再開した。佐藤の遺志により、青少年の詩作に対する意欲を高揚するために設けられた賞である。20歳未満の投稿者の中から毎年1名が選出される。

### 選考委員
- 秋亜綺羅
- 佐々木貴子

賞金
- 20万円

### 受賞者一覧
- 第1回　2010年　藤川みちる
- 第2回　2011年　恋藤　葵
- 第3回　2012年　嶺岸ゆりえ
- 第4回　2013年　小川智也
- 第5回　2015年　佐藤仁美
- 第6回　2020年　真土もく
- 第7回　2021年　菅沼きゅうり
- 第8回　2022年　藤野　栞
- 第9回　2023年　柊
- 第10回　2024年　ハッピー浜田